# Simago
Simago va ser una cadena de supermercats popular a l'Estat espanyol a la segona meitat del segle xx. El 1997 va ser adquirida per Continente i els seus establiments van passar a comerciar sota la marca Champion.

## Història
La societat mercantil Simago es va constituir el 15 de febrer de 1960 amb el propòsit d'explotar establiments de venda al públic «al detall i a l'engròs de productes de ferreteria, drogueria, perfumeria, articles de plàstic, electricitat i alimentació».
Els fundadors de la empresa varen ser José Simó, José Mañas Mayorga i les germanes Gómez-Waddington (Simago és un acrònim format amb els seus cognoms), un grup hispanocubà que havia abandonat l'illa després del triomf de la Revolució Cubana, tot i que Simó i Gómez es van separar aviat del negoci, que va quedar en mans de José Mañas.
El primer establiment de Simago es va inaugurar a la plaça Glorieta de Embajadores de Madrid i fins al 1963 només comptava amb quatre establiments, situats a Madrid, Santander, Oviedo i Gijón.
A partir de 1963 Simago va ser gestionat per un directiu de la societat francesa Prisunic que va entrar com a soci capitalista i va iniciar una ràpida expansió que va fer que el 1968 Simago disposés ja d'establiments a 19 ciutats i que el 1973 estigués present a tot l'Estat espanyol amb 34 establiments de venda, excepte a les Illes Balears i Navarra. A finals de 1976 Simago comptava amb 50 supermercats.
A Barcelona varen inaugurar el seu emblemàtic local a les Rambles el 1968, aprofitant el tancament de les Galerias Astoria, inaugurades el 15 de desembre de 1955.
El 1986 el Grup March va assumir el 100% de Simago i el 1990 van traspassar el negoci al grup asiàtic Dairy Farm International Holding, que va canviar l'estructura de vendes i el clàssic logotip. Finalment, a l'octubre de 1997 la cadena va ser adquirida per Continente i entre 1998 i 1999 va canviar el nom dels seus establiments que van passar a anomenar-se Champion.

## Línia de negoci
Simago es va especialitzar durant les dècades del 1960, 1970 i 1980 a oferir productes de baix cost. Els establiments de Simago solien tenir poc més de 1000 m², generalment repartits entre basar i supermercat.